# ويمال ويراوانسا
ويمال ويراوانسا هو وزير الإسكان في سريلانكا، وهو أيضًا زعيم حزب جبهة التحرير الوطنية. بدأ ويمال وبراوانسا إضرابًا عن الطعام أمام مقر الأمم المتحدة في كولومبو، وذلك بعد أن رفضت المنظمة الدولية وقف تحقيقاتها بخصوص انتهاكات حقوق الإنسان في حرب الحكومة السيريلانكية الأخيرة مع نمور التاميل، وقال ويمال وبراوانسا أنه لن يتوقف عن الإضراب إلا بعد أن يعطي أمين الأمم المتحدة العام ضمانات بألا تتخذ الأمم المتحدة إجراءات لملاحقة بلاده، وأن تحل اللجنة المكلفة بالتحقيق في الانتهاكات. وقد تجمع حول منزل الوزير رهبان بوذيون ومئات من النشطاء حاملين علم سريلانكا للتعبير عن مسانتهم للوزير.

## وصلات خارجية
- ملف البرلمان السيريلانكي عن ويمال ويراوانسا